# Rettwitz
Rettwitz ist ein Ortsteil der Stadt Blankenhain im Landkreis Weimarer Land, Thüringen.

## Geografie

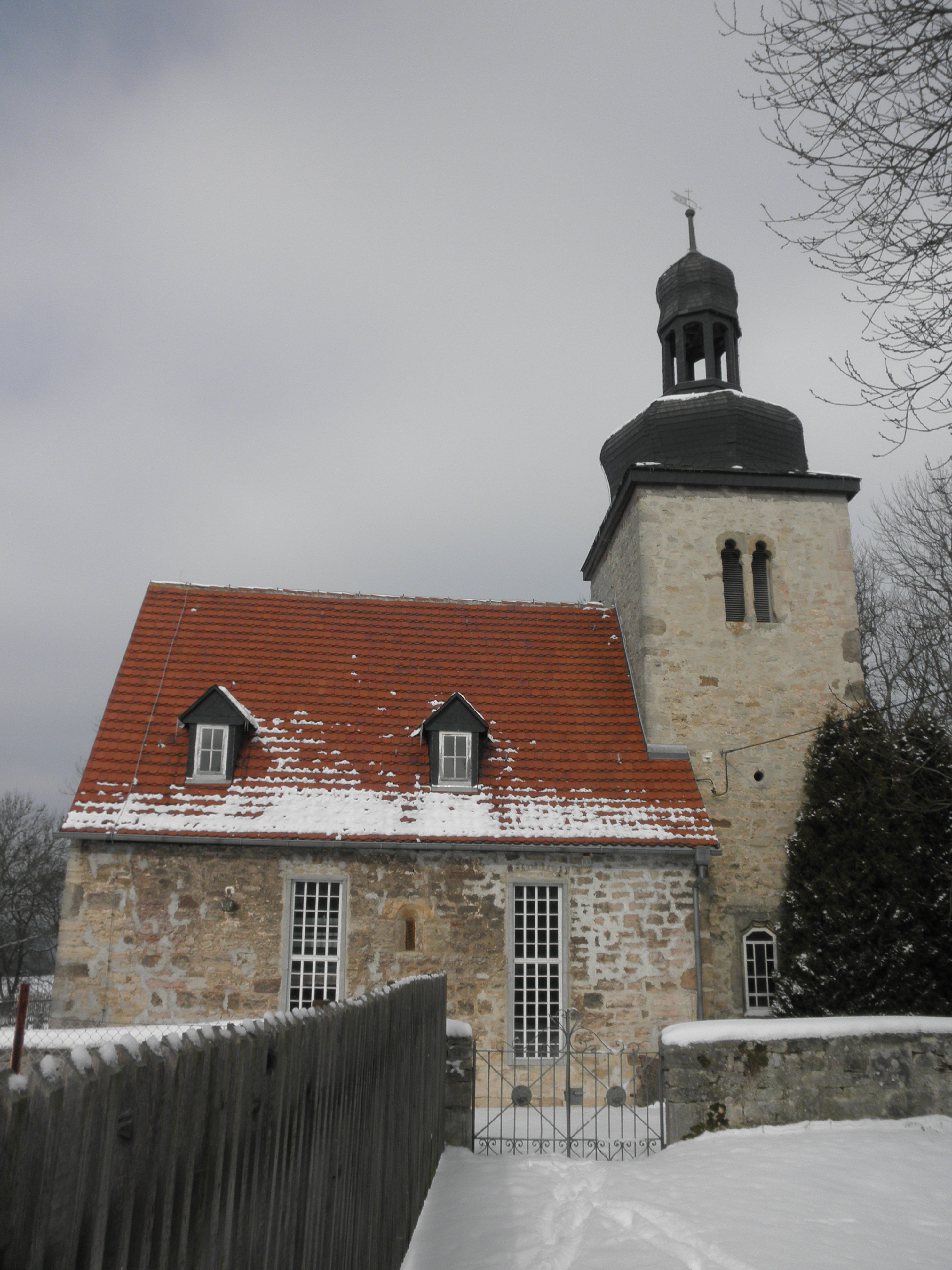
Kirche in Rettwitz

Der Ort Rettwitz liegt hinter einem Waldstück südlich von Krakendorf. Die Landesstraße 1060 führt nördlich hinter Krakendorf vorbei. Sie ist über eine Ortsverbindungsstraße zu erreichen. Südlich Rettwitz sind die Nachbardörfer Treppendorf und Haufeld angesiedelt. Sie liegen wie Rettwitz auf einer muldenartigen Hochfläche mit bewaldeten Bergen aus Muschelkalk. Diese Orte befinden sich an der Randlage des Thüringer Beckens auf überwiegend grundwasserfernen Standorten. Östlich führt die Bundesstraße 85 von Blankenhain nach Rudolstadt südwärts.
Durch Rettwitz führt der „Rundwanderweg Goethe-Tal“.

## Geschichte
Am 27. Dezember 1199 wurde der Ort erstmals urkundlich erwähnt. Der Ort ist eine slawische Ansiedlung und ein landwirtschaftlich geprägtes Dorf mit einstigen mittelbäuerlichen Strukturen.
Die Kirche trägt die Jahreszahl 1592, soll aber schon im 12. Jahrhundert gebaut worden sein.
Die Kinder gingen früher nach Krakendorf zur Schule.